# Linus Klasen
Robert Linus Alexander Klasen (Stoccolma, 19 febbraio 1986) è un hockeista su ghiaccio svedese che gioca per il Djurgården.

## Carriera
Klasen iniziò la sua carriera con l'Huddinge IK, per poi passare al Södertälje SK nella lega nazionale svedese nella stagione 2007-2008. Con la squadra gialloblu giocò per 3 stagioni, e nell'ultima venne nominato capitano alla giovane età di 23 anni. Dopo aver messo a segno un totale di 127 punti in 166 partite ed essersi messo in mostra come uno dei giocatori più talentuosi della lega svedese, Klasen passò ai Nashville Predators in NHL, nonostante non fosse mai stato scelto in un draft.
Il 30 ottobre 2010 Klasen debuttò nella massima lega mondiale con i Nashville Predators in una partita in trasferta contro i Detroit Red Wings. Klasen, a causa della statura minuta non riscosse molto successo, e dopo sole 4 partite con la franchigia del Tennessee venne girato al farm team di AHL, i Milwaukee Admirals. Con gli Admirals disputò un'ottima stagione ma alla fine di essa optò per il ritorno in patria.
Il 17 maggio 2011 Klasen firmò un contratto triennale con i Malmö Redhawks nel HockeyAllsvenskan, diventandone immediatamente il capitano. A fine stagione ottenne un risultato di 50 punti (20 goal, 30 assist) su 52 partite. A causa di una crisi economica il giocatore fu costretto a lasciare la squadra, essendo non più garantito il proprio salario.
Klasen passò quindi al Lulea, in cui rimase 2 stagioni confermandosi di nuovo come uno dei migliori attaccanti del campionato, distinguendosi per le reti spesso spettacolari e rigori molto fantasiosi.
Nel 2014 prese parte ai campionati del mondo con la maglia della Svezia, conquistando la medaglia di bronzo e laureandosi terzo marcatore della nazionale svedese.
Durante quel periodo fu ingaggiato dall'HC Lugano, che gli fece firmare un contratto di 4 stagioni con la squadra della NLA. Disputò una prima stagione in cui si laureò secondo marcatore del campionato svizzero dietro al connazionale e compagno di squadra Fredrik Pettersson, ma in cui venne sconfitto con il suo Lugano nei quarti di finale da parte del Ginevra-Servette.
La stagione 2015/16 partì male per Klasen, che non riusciva a dare il meglio di sé, e la squadra si ritrovò ultima nel mese di ottobre. Dopo il cambio in panchina tra Patrick Fischer e Doug Shedden, la squadra riprese una grande rimonta e Klasen tornò a segnare punti importanti. Nei playoff il Lugano si arrese solo in finale di fronte al SC Berna, e Klasen fu il miglior marcatore del postseason. Al termine della stagione è stato di nuovo selezionato da Par Marts per partecipare ai campionati del mondo di hockey in Russia con la nazionale svedese.
Dopodiché Klasen andò al Visp per terminare al meglio la sua carriera, e ora è tornato insvezia per un problema famigliare.